# Baptize
Baptize es el octavo álbum de estudio de la banda estadounidense de metalcore Atreyu. Fue lanzado el 4 de junio de 2021 a través de Spinefarm Records y fue producido por John Feldmann. Es el primer álbum que no presenta al vocalista y miembro fundador Alex Varkatzas, quien dejó la banda en septiembre de 2020.

## Antecedentes y promoción
A finales de agosto de 2020, se rumoreaba que el vocalista Alex Varkatzas había dejado la banda. Después de cierta incertidumbre tras estos informes, la banda anunció oficialmente que se separaban de Varkatzas un mes después, el 30 de septiembre. El 16 de octubre, la banda lanzó oficialmente el nuevo sencillo "Save Us" junto con su video musical.
El 4 de marzo de 2021, la banda lanzó dos sencillos, "Warrior" con el baterista de Blink-182 Travis Barker y "Underrated" junto con dos videos musicales correspondientes. Al mismo tiempo, la banda anunció el álbum en sí, la portada del álbum, la lista de canciones y la fecha de lanzamiento. El 4 de mayo, un mes antes del lanzamiento del álbum, la banda lanzó el cuarto sencillo "Catastrophe". Una semana después, también dieron a conocer el video musical de la canción.

## Lista de canciones
Todas las canciones escritas y compuestas por Atreyu. 
| N.º | Título                                           | Duración |  |
| 1.  | «Strange Powers of Prophecy»                     | 1:03     |  |
| 2.  | «Baptize»                                        | 2:49     |  |
| 3.  | «Save Us»                                        | 2:21     |  |
| 4.  | «Underrated»                                     | 3:00     |  |
| 5.  | «Broken Again»                                   | 2:35     |  |
| 6.  | «Weed»                                           | 2:17     |  |
| 7.  | «Dead Weight»                                    | 3:14     |  |
| 8.  | «Catastrophe»                                    | 2:44     |  |
| 9.  | «Fucked Up»                                      | 2:45     |  |
| 10. | «Sabotage Me»                                    | 2:45     |  |
| 11. | «Untouchable» (con Jacoby Shaddix de Papa Roach) | 3:05     |  |
| 12. | «No Matter What»                                 | 3:48     |  |
| 13. | «Oblivion» (con Matt Heafy de Trivium)           | 2:57     |  |
| 14. | «Stay»                                           | 3:01     |  |
| 15. | «Warrior» (con Travis Barker de Blink-182)       | 2:45     |  |

## Personal
Atreyu
- Brandon Saller - voces limpias, guitarras adicionales, teclados, piano, programación
- Dan Jacobs - guitarra solista
- Travis Miguel - guitarra rítmica
- Marc "Porter" McKnight - voz y bajo sucios
- Kyle Rosa - batería, percusión

Voces adicionales
- Jacoby Shaddix de Papa Roach – Voz adicional en "Untouchable"
- Matt Heafy de Trivium – Voz adicional en "Oblivion"
- Travis Barker de Blink-182 – Voz adicional en "Warrior"